# Llista d'episodis d'Avatar, la llegenda de la Korra
Avatar, la llegenda de la Korra és una sèrie d'animació estatunidenca creada per Michael Dante DiMartino i Bryan Konietzko. Es tracta d'una seqüela d'Avatar: L'últim mestre de l'aire, emesa a Nickelodeon entre 2005 i 2008. Fou estrenada el 14 d'abril del 2012 al mateix canal que la seva antecessora amb un especial d'una hora que incloïa els dos primers episodis.
De la mateixa manera que la seva predecessora, La llegenda de la Korra s'ambienta en un món fictici, inspirat per les cultures asiàtica i inuit, habitat per gent capaç de manipular els quatre elements: aigua, terra, foc i aire. Només l'Avatar té l'habilitat de dominar tots quatre elements, amb la missió de mantenir la pau, l'harmonia i l'equilibri de poder en el món. Així, l'Avatar es reencarna cíclicament en un membre de cadascuna de les quatre nacions. Korra, la protagonista, és la reencarnació immediata de l'Avatar Aang, i la sèrie s'ambienta setanta anys després dels esdeveniments d'Avatar: L'últim mestre de l'aire.
La sèrie consta de quatre temporades, anomenades "llibres", amb un total de 52 episodis. A Catalunya, s'estrenà el 5 d'agost del 2019.

## Temporades
|              | Temporades                 | Episodis | Any d'emissió                                     | Any d'emissió                                    |
| Estats Units | Temporades                 | Episodis | Catalunya                                         |                                                  |
| ------------ | -------------------------- | -------- | ------------------------------------------------- | ------------------------------------------------ |
|              | Primer llibre: Aire        | 1-12     | 14 d'abril del 2012 a 23 de juny del 2012         | 5 d'agost del 2019 a 13 d'agost del 2019         |
|              | Segon Llibre: Els esperits | 13-26    | 13 de setembre del 2013 a 22 de novembre del 2013 | 13 d'agost del 2019 a 22 d'agost del 2019        |
|              | Tercer Llibre: Canvi       | 27-39    | 27 de juny del 2014 a 22 d'agost del 2014         | 22 d'agost del 2019 a 30 d'agost del 2019        |
|              | Quart Llibre: Harmonia     | 39-52    | 3 d'octubre del 2014 a 19 de desembre del 2014    | 2 de setembre del 2019 a 10 de setembre del 2019 |

## Llista d'episodis

### Primer llibre: Aire
| # | Títol en català               | Director                       | Guionista                               | Data d'estrena als EUA | Data d'estrena a Catalunya |  |
| --- | ----------------------------- | ------------------------------ | --------------------------------------- | ---------------------- | -------------------------- |  |
| 1 | Benvinguts a Ciutat República | Joaquim Dos Santos Ki Hyun Ryu | Michael Dante DiMartino Bryan Konietzko | 14 d'abril de 2012     | 5 d'agost de 2019          |  |
| Han passat alguns anys des de la mort de l'avatar Aang i la societat del Lotus Blanc s'ha d'encarregar de l'entrenament en el domini dels quatre elements de la futura avatar, la Korra. Però la Korra és una noia jove i impulsiva, i la paciència no és el seu punt fort, de manera que viatjarà sense permís a Ciutat República per trobar el mestre Tenzin i acabar el seu entrenament.                                                                                             |                               |                                |                                         |                        |                            |  |
| |                               |                                |                                         |                        |                            |  |
| 2 | Una fulla al vent             | Joaquim Dos Santos Ki Hyun Ryu | Michael Dante DiMartino Bryan Konietzko | 14 d'abril de 2012     | 6 d'agost de 2019          |  |
| La Korra s'ha quedat a viure a l'illa del temple de l'aire, prop de Ciutat República, on ha d'aprendre a dominar l'aire gràcies a les lliçons del mestre Tenzin. Però els avenços són molt lents i la noia se sent frustrada. Per distreure's, i tot i que en Tenzin li ho ha prohibit, la Korra s'escapa a Ciutat República per veure els combats del campionat professional de mestres dels elements.                                                                                 |                               |                                |                                         |                        |                            |  |
| |                               |                                |                                         |                        |                            |  |
| 3 | La revelació                  | Joaquim Dos Santos Ki Hyun Ryu | Michael Dante DiMartino Bryan Konietzko | 21 d'abril de 2012     | 6 d'agost de 2019          |  |
| La Korra ha entrat a formar part de les Fures de Foc, un equip de lluita professional de mestres dels elements, però per poder-se apuntar al Torneig de Campions han de pagar 30.000 iuans, una quantitat de diners que no tenen. Mentre mira de fer diners amb la seva fura ensinistrada, en Bolin rep una oferta misteriosa i molt ben remunerada de la Triple Tríada, un perillós grup de delinqüents.                                                                               |                               |                                |                                         |                        |                            |  |
| |                               |                                |                                         |                        |                            |  |
| 4 | La veu a la nit               | Joaquim Dos Santos Ki Hyun Ryu | Michael Dante DiMartino Bryan Konietzko | 28 d'abril de 2012     | 7 d'agost de 2019          |  |
| A Ciutat República, la població està dividida entre els mestres dels elements i els no-mestres. La irrupció d'un grup anomenat els Igualitaristes, liderats per un misteriós emmascarat que es fa dir Amon i que és capaç de prendre el domini dels elements a les persones que en tenen, portarà el regidor Tarrlok a crear una força de xoc per mirar d'aturar-lo. Amb aquesta intenció mirarà de reclutar la Korra per a la seva causa.                                              |                               |                                |                                         |                        |                            |  |
| |                               |                                |                                         |                        |                            |  |
| 5 | L'esperit de la competició    | Joaquim Dos Santos Ki Hyun Ryu | Michael Dante DiMartino Bryan Konietzko | 5 de maig de 2012      | 7 d'agost de 2019          |  |
| La Korra decideix aparcar un temps la col·laboració amb la força de xoc del regidor Tarrlok i centrar-se en el Torneig de Campions de lluita de mestres dels elements. Però la situació dins de l'equip de les Fures de Foc no és senzilla: a la Korra li agrada en Mako, però en Mako està sortint amb l'Asami, filla del nou i ric patrocinador de l'equip. Per acabar d'embolicar la troca, en Bolin està enamorat de la Korra...                                                    |                               |                                |                                         |                        |                            |  |
| |                               |                                |                                         |                        |                            |  |
| 6 | I el guanyador és...          | Joaquim Dos Santos Ki Hyun Ryu | Michael Dante DiMartino Bryan Konietzko | 12 de maig de 2012     | 8 d'agost de 2019          |  |
| S'acosta el dia de la final del Torneig de Campions de lluita de mestres dels elements i l'Amon amenaça de crear el caos si se celebra el combat. D'entrada, el Consell de la República acorda de suspendre la final per motius de seguretat, però quan la cap de la policia Beifong assegura que mantindran l'ordre, el Consell canvia de decisió i permet que es disputi la final. |                               |                                |                                         |                        |                            |  |
| |                               |                                |                                         |                        |                            |  |
| 7 | Les seqüeles                  | Joaquim Dos Santos Ki Hyun Ryu | Michael Dante DiMartino Bryan Konietzko | 19 de maig de 2012     | 8 d'agost de 2019          |  |
| L'atac de l'Amon i els igualitaristes contra l'estadi porta seqüeles. D'una banda, el regidor Tarrlok exigeix la dimissió de la cap de policia Beifong per no haver pogut garantir la seguretat del públic. Però d'altra banda, la cap Beifong, en Tenzin i la Korra segueixen la pista de l'Amon i els indicis els porten a Indústries Futur, l'empresa del pare de l'Asami i patrocinador de les Fures de Foc.                                                                        |                               |                                |                                         |                        |                            |  |
| |                               |                                |                                         |                        |                            |  |
| 8 | Quan els extrems es toquen    | Joaquim Dos Santos Ki Hyun Ryu | Michael Dante DiMartino Bryan Konietzko | 2 de juny de 2012      | 9 d'agost de 2019          |  |
| Després de la dimissió de la cap Beifong de la policia, el regidor Tarrlok s'ho manega per posar com a cap de policia un titella al seu servei i per imposar, amb l'única oposició d'en Tenzin a l'assemblea del Consell de la República, una llei que estableix un toc de queda per als no-mestres i els obliga a ser a casa quan es faci fosc. |                               |                                |                                         |                        |                            |  |
| |                               |                                |                                         |                        |                            |  |
| 9 | Records del passat            | Joaquim Dos Santos Ki Hyun Ryu | Michael Dante DiMartino Bryan Konietzko | 9 de juny de 2012      | 9 d'agost de 2019          |  |
| Gràcies al seu domini de la sang, en Tarrlok aconsegueix segrestar la Korra i tancar-la en un lloc secret. Per despistar, però, ho prepara tot perquè sembli que han estat els igualitaristes de l'Amon qui han segrestat la jove avatar. En assabentar-se del segrest de la Korra, l'excap de policia Beifong allibera en Mako, en Bolin i l'Asami i tots quatre van a trobar en Tenzin per mirar de rescatar la Korra.                                                                |                               |                                |                                         |                        |                            |  |
| |                               |                                |                                         |                        |                            |  |
| 10 | La sort canvia                | Joaquim Dos Santos Ki Hyun Ryu | Michael Dante DiMartino Bryan Konietzko | 16 de juny de 2012     | 12 d'agost de 2019         |  |
| L'Amon i els igualitaristes llancen una ofensiva total, neutralitzen tots els membres del Consell de la República excepte en Tenzin, que aconsegueix escapar-se, i ataquen amb dirigibles Ciutat República i l'illa del Temple de l'Aire. Tot i que l'excap de policia Beifong, amb l'ajuda dels fills d'en Tenzin, aconsegueix repel·lir un primer atac a l'illa, en Tenzin decideix que tant la seva família com la Korra i els seus companys s'amaguin mentre esperen temps millors. |                               |                                |                                         |                        |                            |  |
| |                               |                                |                                         |                        |                            |  |
| 11 | Secrets amagats               | Joaquim Dos Santos Ki Hyun Ryu | Michael Dante DiMartino Bryan Konietzko | 23 de juny de 2012     | 12 d'agost de 2019         |  |
| La Korra i els seus companys s'amaguen mentre esperen l'arribada de la flota de les Forces Unides per mirar de recuperar Ciutat República. Mentrestant l'Amon i els igualitaristes s'han fet amos i senyors de la ciutat i han convocat un gran acte propagandístic a l'estadi. No s'ha descuidat, però, de l'imminent atac de les Forces Unides, per al qual tenen preparada una esquadrilla d'aviació sota les ordres del Hiroshi Sato.                                               |                               |                                |                                         |                        |                            |  |
| |                               |                                |                                         |                        |                            |  |
| 12 | S'ha acabat el joc            | Joaquim Dos Santos Ki Hyun Ryu | Michael Dante DiMartino Bryan Konietzko | 23 de juny de 2012     | 13 d'agost de 2019         |  |
| La Korra i en Mako es presenten al míting victoriós de l'Amon per fer saber a tots els seus seguidors que en realitat és un mestre de l'aigua i de la sang, i que és gràcies al domini de la sang que pot prendre el domini dels elements als altres mestres. Alhora, en Bolin, l'Asami i el general Iroh es presenten a l'aeròdrom dels igualitaristes per mirar d'impedir que l'aviació de l'Amon es pugui enlairar.                                                                  |                               |                                |                                         |                        |                            |  |
| |                               |                                |                                         |                        |                            |  |

### Segon Llibre: Els esperits
| # | Títol en català             | Director   | Guionista                                               | Data d'estrena als EUA | Data d'estrena a Catalunya |  |
| --- | --------------------------- | ---------- | ------------------------------------------------------- | ---------------------- | -------------------------- |  |
| 13 | L'esperit rebel             | Colin Heck | Michael Dante DiMartino Bryan Konietzko Tim Hedrick     | 13 de setembre de 2013 | 13 d'agost de 2019         |  |
| Ja fa sis mesos que la Korra va vèncer l'Amon i els igualitaristes. Des de llavors, el Consell de la República s'ha dissolt i la República Unida ha elegit el seu primer president democràtic. La Korra i en Mako han deixat les Fures de Ferro, ella per centrar-se en l'entrenament d'avatar i ell per entrar a la policia. I el pobre Bolin no acaba de sortir-se'n amb els nous companys.                                                   |                             |            |                                                         |                        |                            |  |
| |                             |            |                                                         |                        |                            |  |
| 14 | L'aurora astral             | Ian Graham | Michael Dante DiMartino Bryan Konietzko Joshua Hamilton | 13 de setembre de 2013 | 14 d'agost de 2019         |  |
| La Korra aconsegueix obrir el portal dels esperits del Sud. Segons el cap Unalaq, és el primer pas per recuperar l'harmonia entre el món dels esperits i el dels humans. Durant el viatge, però, la tensió entre la Korra i el seu pare augmenta quan ella s'assabenta que en Tonraq li ha amagat que el van expulsar del Nord. A més, l'avatar descobreix que les forces navals del Nord arriben a les costes del Sud.                         |                             |            |                                                         |                        |                            |  |
| |                             |            |                                                         |                        |                            |  |
| 15 | Guerra civil (1a part)      | Colin Heck | Michael Dante DiMartino Bryan Konietzko                 | 20 de setembre de 2013 | 14 d'agost de 2019         |  |
| Després que la Korra hagi reobert el portal espiritual del Sud, l'Unalaq vol que ara reobri el portal espiritual del Nord. Però alhora, l'arriba de la flota del Nord i el desembarcament de tropes al Sud crea tensions greus entre les dues tribus de l'Aigua i l'avatar es troba atrapada entre dos focs. Al mateix temps, en Tenzin mira de gaudir de les vacances amb la família, però no és fàcil.                                        |                             |            |                                                         |                        |                            |  |
| |                             |            |                                                         |                        |                            |  |
| 16 | Guerra civil (2a part)      | Ian Graham | Michael Dante DiMartino Bryan Konietzko                 | 27 de setembre de 2013 | 15 d'agost de 2019         |  |
| L'Unalaq ha fet empresonar els rebels del Sud, que l'havien atacat, però també els pares de la Korra, acusats de col·laborar-hi. L'únic que ha aconseguit escapar-se és en Varrick. Per calmar la Korra, l'Unalaq li assegura que ha nomenat el millor jutge possible perquè tinguin un judici just. D'altra banda, en Bolin continua tenint problemes en la seva relació sentimental amb l'Eska, la cosina de la Korra, que el domina com vol. |                             |            |                                                         |                        |                            |  |
| |                             |            |                                                         |                        |                            |  |
| 17 | Força de pau                | Colin Heck | Tim Hedrick                                             | 4 d'octubre de 2013    | 15 d'agost de 2019         |  |
| La guerra ha esclatat entre les tribus de l'Aigua del Nord i del Sud, encapçalades respectivament pels germans Unalaq i Tonraq, el pare de la Korra. Però com que el Nord té molta superioritat numèrica en tropes, en Tonraq envia la seva filla a Ciutat República per mirar d'obtenir el suport del president Raiko, de la República Unida. Mentrestant, en Varrick convenç en Bolin perquè sigui l'estrella dels seus 'flims'.              |                             |            |                                                         |                        |                            |  |
| |                             |            |                                                         |                        |                            |  |
| 18 | Operació encoberta          | Ian Graham | Joshua Hamilton                                         | 11 d'octubre de 2013   | 16 d'agost de 2019         |  |
| Mentre en Bolin es converteix en l'estrella de les pel·lícules d'en Varrick, a l'Asami algú li roba el material d'Indústries Futur. La policia es pensa que és cosa de la Tribu del Nord, però en Mako no ho veu gens clar i es posa a investigar pel seu compte, amb el dubtós ajut de la Triple Tríada. Durant aquest temps, l'avatar ha desaparegut: ha arribat a una illa deserta i no té cap record.                                       |                             |            |                                                         |                        |                            |  |
| |                             |            |                                                         |                        |                            |  |
| 19 | El començament (1a part)    | Colin Heck | Michael Dante DiMartino                                 | 18 d'octubre de 2013   | 16 d'agost de 2019         |  |
| L'avatar Korra ha perdut la memòria. Per recuperar-la, connecta amb en Wan, que va ser el primer avatar que va existir. Desterrat de casa seva, en Wan va sobreviure durant dos anys als boscos dels esperits i va aprendre a dominar el foc. Al cap d'un temps, però, va separar els esperits de la llum i la foscor, i d'aquesta manera va abocar sense voler el món a la destrucció.                                                         |                             |            |                                                         |                        |                            |  |
| |                             |            |                                                         |                        |                            |  |
| 20 | El començament (2a part)    | Ian Graham | Tim Hedrick                                             | 18 d'octubre de 2013   | 19 d'agost de 2019         |  |
| La Korra ha anat recuperant la memòria. Després d'haver connectat amb en Wan, el primer avatar, decideix que per parar els peus a l'Unalaq ha de tancar el portal dels esperits abans de la Convergència Harmònica, que tindrà lloc d'aquí a poques setmanes. Així, la Korra espera evitar la foscor i recuperar l'harmonia entre el món dels esperits i el món dels humans.                                                                    |                             |            |                                                         |                        |                            |  |
| |                             |            |                                                         |                        |                            |  |
| 21 | La guia                     | Colin Heck | Joshua Hamilton                                         | 1 de novembre de 2013  | 19 d'agost de 2019         |  |
| La Korra ha recuperat la memòria i se'n va a trobar en Tenzin i la seva família, que fan vacances. Estan totalment desconnectats del món i no en saben res, de les guerres de les Tribus de l'Aigua ni del portal Espiritual ni de res. Quan la Korra els posa al corrent de tot, en Tenzin s'ofereix per acompanyar-la al Món dels Esperits.                                                                                                   |                             |            |                                                         |                        |                            |  |
| |                             |            |                                                         |                        |                            |  |
| 22 | Una nova era espiritual     | Ian Graham | Tim Hedrick                                             | 8 de novembre de 2013  | 20 d'agost de 2019         |  |
| Les ànimes de la Korra i la Jinora busquen portals al món dels esperits. Arriba un moment, però, que se separen, i la Korra pren la seva identitat de quan era petita. És amb la mirada d'una nena petita que s'endinsa en el món dels esperits, guiada per l'Iroh, conegut de l'avatar Aang. Mentrestant, la Jinora arriba a la biblioteca dels esperits, on busca informació sobre els portals.                                               |                             |            |                                                         |                        |                            |  |
| |                             |            |                                                         |                        |                            |  |
| 23 | La nit de les mil estrelles | Colin Heck | Joshua Hamilton                                         | 15 de novembre de 2013 | 20 d'agost de 2019         |  |
| S'acosta el dia de la gran estrena de "Nuktuk, l'heroi del Sud" i en Mako aconsella des de la presó al seu germà Bolin que tingui els ulls ben oberts per si en Varrick en porta alguna de cap. Mentrestant, la Korra i en Tenzin viatgen a Ciutat República per mirar un cop més de convèncer el president Raiko que s'uneixi a la guerra contra l'Unalaq abans que pugui alliberar en Vaatu, l'esperit fosc.                                  |                             |            |                                                         |                        |                            |  |
| |                             |            |                                                         |                        |                            |  |
| 24 | La convergència harmònica   | Ian Graham | Tim Hedrick                                             | 15 de novembre de 2013 | 21 d'agost de 2019         |  |
| Mentre l'ànima de la Jinora continua atrapada al món dels esperits, la seva àvia Katara té cura del seu cos, amb l'esperança de poder-la recuperar. Alhora, la Korra i els seus companys intenten tancar el portal dels esperits, que l'Unalaq té protegit, abans de la Convergència Harmònica. Però l'Unalaq els captura a tots... llevat d'en Bumi, que els haurà d'intentar alliberar tot sol.                                               |                             |            |                                                         |                        |                            |  |
| |                             |            |                                                         |                        |                            |  |
| 25 | Arriba la foscor            | Colin Heck | Joshua Hamilton                                         | 22 de novembre de 2013 | 21 d'agost de 2019         |  |
| Ha arribat el dia de la Convergència Harmònica i en Vaatu, l'esperit fosc, ha estat alliberat. La Korra, en Mako i en Bolin miren d'impedir costi el que costi que l'Unalaq es pugui fusionar amb en Vaatu per convertir-se en un nou avatar fosc. Mentrestant, en Tenzin i els seus germans busquen l'esperit de la Jinora al món dels eSud its i van a parar a la Boira de les Ànimes Perdudes.                                               |                             |            |                                                         |                        |                            |  |
| |                             |            |                                                         |                        |                            |  |
| 26 | La llum en la foscor        | Ian Graham | Michael Dante DiMartino                                 | 22 de novembre de 2013 | 22 d'agost de 2019         |  |
| La Korra s'ha d'enfrontar a l'Unavaatu, la fusió de l'Unalaq i en Vaatu, però ha perdut la connexió amb els avatars anteriors. Per això, en Tenzin li aconsella que connecti amb el seu propi esperit interior entrant a l'Arbre del Temps, que resulta que també li servirà per recuperar la memòria, a banda d'ajudar-la a intentar vèncer l'esperit fosc per salvar el món.                                                                  |                             |            |                                                         |                        |                            |  |
| |                             |            |                                                         |                        |                            |  |

### Tercer Llibre: Canvi
| # | Títol en català                 | Director       | Guionista                   | Data d'estrena als EUA | Data d'estrena a Catalunya |  |
| --- | ------------------------------- | -------------- | --------------------------- | ---------------------- | -------------------------- |  |
| 27 | Una alenada d'aire fresc        | Melchior Zwyer | Tim Hedrick                 | 27 de juny de 2014     | 22 d'agost de 2019         |  |
| Després de l'èpica batalla de la Korra contra l'Unavaatu, l'avatar fosc sorgit de la fusió de l'Unalaq i l'esperit fosc Vaatu, el món ha canviat notablement: Ciutat República és coberta de plantes enfiladisses que ho envaeixen tot i creen espais nous on habiten els esperits. I amb tot plegat, la popularitat de la Korra se'n ressent: segons les darreres enquestes només un 8% de la població aprova la seva gestió. |                                 |                |                             |                        |                            |  |
| |                                 |                |                             |                        |                            |  |
| 28 | El renaixement                  | Colin Heck     | Joshua Hamilton             | 27 de juny de 2014     | 23 d'agost de 2019         |  |
| La Korra i el seu equip volen restablir la Nació de l'Aire, i per això es posen a buscar mestres de l'aire nous pertot arreu. Així troben en Kai, un nen orfe que s'afegeix al grup. D'altra banda, el senyor Zuko es proposa de trobar el grup de criminals fugits que representen una greu amenaça per a l'avatar, tot i que la Korra no sap res del perill que corre.                                                       |                                 |                |                             |                        |                            |  |
| |                                 |                |                             |                        |                            |  |
| 29 | La Reina de la Terra            | Ian Graham     | Tim Hedrick                 | 27 de juny de 2014     | 23 d'agost de 2019         |  |
| La Korra i companyia continuen la cerca arreu del món per trobar mestres de l'aire nous, i amb aquest objectiu viatgen a Ba Sing Se, la ciutat emmurallada. Un cop allà, la Korra coneix la reina Huo-Ting, una dona irritable i manaire que li encomana que vagi a buscar la recaptació dels impostos perquè no caigui en mans dels bandits. Mentrestant, en Mako i en Bolin fan una trobada d'allò més inesperada.           |                                 |                |                             |                        |                            |  |
| |                                 |                |                             |                        |                            |  |
| 30 | En perill                       | Melchior Zwyer | Joshua Hamilton             | 11 de juliol de 2014   | 26 d'agost de 2019         |  |
| Malgrat els esforços d'en Tonraq i del senyor Zuko per evitar-ho, en Zaheer allibera la P'li de la presó i torna a reunir la seva banda de delinqüents, que volen segrestar la Korra, cosa que fa que la Beifong la vagi a buscar per protegir-la. La Korra, mentrestant, amb l'ajuda de tot el grup, es proposa d'alliberar en Kai i els altres mestres de l'aire capturats per la Reina de la Terra.                         |                                 |                |                             |                        |                            |  |
| |                                 |                |                             |                        |                            |  |
| 31 | El clan del metall              | Colin Heck     | Michael Dante DiMartino     | 11 de juliol de 2014   | 26 d'agost de 2019         |  |
| NO DISPONIBLE |                                 |                |                             |                        |                            |  |
| |                                 |                |                             |                        |                            |  |
| 32 | Antigues ferides                | Ian Graham     | Katie Mattila               | 18 de juliol de 2014   | 27 d'agost de 2019         |  |
| NO DISPONIBLE |                                 |                |                             |                        |                            |  |
| |                                 |                |                             |                        |                            |  |
| 33 | Els mestres de l'aire originals | Melchior Zwyer | Tim Hedrick                 | 18 de juliol de 2014   | 27 d'agost de 2019         |  |
| En Tenzin mira de reunir tots els nous mestres de l'aire al Temple de l'Aire del Nord per instruir-los i refundar la Nació de l'Aire. Però com que no se n'acaba de sortir, demana consell a en Bumi, que li recomana que apliqui una disciplina militar estricta..., però això encara empitjora la situació. D'altra banda, la Jinora i en Kai tindran problemes quan es trobaran uns caçadors furtius de bisons voladors.    |                                 |                |                             |                        |                            |  |
| |                                 |                |                             |                        |                            |  |
| 34 | El terror interior              | Colin Heck     | Joshua Hamilton             | 25 de juliol de 2014   | 28 d'agost de 2019         |  |
| La Korra s'entrena amb la Su Beifong i altres mestres del metall per convertir-se en la primera avatar que domina el metall. En Bolin també ho intenta, però amb més poc èxit. El que no saben, però, és que estan en el punt de mira del Lotus Vermell, comandat pel mestre de l'aire Zaheer i els seus perillosos companys expresidiaris, que a més compten amb un còmplice inesperat dins de la ciutat.                     |                                 |                |                             |                        |                            |  |
| |                                 |                |                             |                        |                            |  |
| 35 | La vigilància                   | Ian Graham     | Michael Dante DiMartino     | 1 d'agost de 2014      | 28 d'agost de 2019         |  |
| La Korra aconsegueix parlar amb en Zaheer al món dels esperits. Així s'assabenta que forma part d'una societat secreta, el Lotus Vermell, que busca derrocar els líders de totes les nacions i destruir l'ordre mundial. Però, abans que pugui avisar ningú, ella i l'Asami són capturades per la Reina de la Terra, i en Mako i en Bolin cauen en mans del Lotus Vermell. Ara tots es dirigeixen a Ba Sing Se                 |                                 |                |                             |                        |                            |  |
| |                                 |                |                             |                        |                            |  |
| 36 | Llarga vida a la reina          | Melchior Zwyer | Tim Hedrick                 | 8 d'agost de 2014      | 29 d'agost de 2019         |  |
| A la Korra i l'Asami les alliberen mentre les transporten cap a Ba Sing Se, però el dirigible amb el qual volaven s'estavella enmig del desert de Si Wong. Mentrestant, en Zaheer i la seva banda del Lotus Vermell entreguen en Bolin i en Mako a la reina Hou-Ting i pacten amb ella que els lliuri l'avatar així que arribi a la capital del Regne de la Terra.                                                             |                                 |                |                             |                        |                            |  |
| |                                 |                |                             |                        |                            |  |
| 37 | L'Ultimàtum                     | Colin Heck     | Joshua Hamilton             | 15 d'agost de 2014     | 29 d'agost de 2019         |  |
| Per obligar la Korra a rendir-se, en Zaheer vol capturar els habitants del Temple de l'Aire del Nord. En Tenzin, en Bumi i la Kya intenten repel·lir l'atac del Lotus Vermell, però són ferits en la batalla. Els mestres de l'aire no poden fugir, i ara són captius, llevat d'en Kai i el seu nou amic, un bisó volador que li ha salvat la vida.                                                                            |                                 |                |                             |                        |                            |  |
| |                                 |                |                             |                        |                            |  |
| 38 | Entra al buit                   | Ian Graham     | Michael Dante DiMartino     | 22 d'agost de 2014     | 30 d'agost de 2019         |  |
| Després de l'atac d'en Zahir i el Lotus Vermell contra el Temple de l'Aire del Nord, l'avatar Korra i els seus amics busquen la manera d'alliberar tots els mestres de l'aire capturats. Però finalment la Korra no hi troba cap altra sortida que acceptar l'ultimàtum d'en Zaheer i lliurar-se a canvi de la vida dels mestres de l'aire.                                                                                    |                                 |                |                             |                        |                            |  |
| |                                 |                |                             |                        |                            |  |
| 39 | El verí del lotus vermell       | Melchior Zwyer | Tim Hedrick Joshua Hamilton | 22 d'agost de 2014     | 30 d'agost de 2019         |  |
| En Zaheer i el Lotus Vermell enverinen la Korra per posar fi al cicle de l'avatar. Mentrestant, els seus amics intenten trobar-la, i també busquen els mestres de l'aire i la família d'en Tenzin. Finalment, en Kai, la Jinora i la resta es retroben, i la Su retira el verí metàl·lic de la Korra, però la substància ha estat molt temps dins del seu cos i sembla que l'avatar trigarà a recuperar-se...                  |                                 |                |                             |                        |                            |  |
| |                                 |                |                             |                        |                            |  |

### Quart Llibre: Harmonia
| # | Títol en català              | Director                | Guionista                                 | Data d'estrena als EUA | Data d'estrena a Catalunya |  |
| --- | ---------------------------- | ----------------------- | ----------------------------------------- | ---------------------- | -------------------------- |  |
| 40 | Després de tots aquests anys | Colin Heck              | Joshua Hamilton                           | 3 d'octubre de 2014    | 2 de setembre de 2019      |  |
| Fa tres anys, després que en Zaheer l'enverinés, la Korra se'n va anar al pol Sud. Ara tothom es pensa que continua la recuperació, però fa sis mesos que se'n va anar de casa i no se n'ha sabut res més. Mentrestant, en Mako, a contracor, fa de guardaespatlles del futur rei de la Terra, el príncep Wu, i en Bolin treballa per a la Kuvira, la dirigent temporal del Regne de la Terra.                                                                  |                              |                         |                                           |                        |                            |  |
| |                              |                         |                                           |                        |                            |  |
| 41 | La Korra tota sola           | Ian Graham              | Michael Dante DiMartino                   | 10 d'octubre de 2014   | 2 de setembre de 2019      |  |
| Durant la seva recuperació, la Korra va poder tornar a caminar amb l'ajut de la Katara, però encara no té prou força i no ha pogut tornar a l'estat d'avatar. Per això, mentre els seus amics continuen fent la seva vida, l'avatar vaga pel món per intentar guarir-se. Ara ha arribat a un aiguamoll guiada per un esperit..., i hi ha trobat la Toph Beifong.                                                                                                |                              |                         |                                           |                        |                            |  |
| |                              |                         |                                           |                        |                            |  |
| 42 | La coronació                 | Melchior Zwyer          | Tim Hedrick                               | 17 d'octubre de 2014   | 3 de setembre de 2019      |  |
| Després de molta més poca expectació del que es pensava, el príncep Wu finalment és nomenat rei del Regne de la Terra, però la Kuvira el deposa immediatament, perquè està decidida a governar ella mateixa. A l'aiguamoll, la Toph descobreix que la Korra encara porta verí metàl·lic dins el cos, però inconscientment es resisteix a deixar-se'l treure... Mentrestant, en Tenzin, molt amoïnat, demana a la Jinora, l'Ikki i en Meelo que trobin l'avatar. |                              |                         |                                           |                        |                            |  |
| |                              |                         |                                           |                        |                            |  |
| 43 | La crida                     | Colin Heck              | Katie Mattila                             | 24 d'octubre de 2014   | 3 de setembre de 2019      |  |
| En Tenzin ha encarregat a la Jinora, l'Ikki i en Meelo la missió de trobar la Korra. L'avatar s'ha refugiat al pantà amb la Toph i encara té verí metàl·lic al cos. Quan els petits mestres de l'aire troben la Korra, l'ajuden a recuperar-se perquè aturi la Kuvira, que està agafant el control del Regne de la Terra. |                              |                         |                                           |                        |                            |  |
| |                              |                         |                                           |                        |                            |  |
| 44 | Enemic a les portes          | Ian Graham              | Joshua Hamilton                           | 31 d'octubre de 2014   | 4 de setembre de 2019      |  |
| La Kuvira amenaça d'entrar a Zaofu per la força. La Korra intenta propiciar una treva, però és massa tard: la Su i els seus fills ja han sortit amb la intenció de derrotar la Kuvira. Mentrestant, en Bolin i en Varrick s'assabenten de les veritables intencions de la Kuvira i deserten del seu exèrcit, però la Zhu Li els traeix i són capturats. |                              |                         |                                           |                        |                            |  |
| |                              |                         |                                           |                        |                            |  |
| 45 | La batalla de Zaofu          | Melchior Zwyer          | Tim Hedrick                               | 7 de novembre de 2014  | 4 de setembre de 2019      |  |
| La Kuvira derrota l'avatar i controla l'Imperi de la Terra. Els petits mestres de l'aire i l'Opal rescaten la Korra i surten de Zaofu. Després de tres anys, la Korra torna a Ciutat República. Mentrestant, en Varrick i en Bolin s'escapen d'en Baatar Júnior i intenten arribar a la ciutat per avisar tothom que la Kuvira té la súper arma. |                              |                         |                                           |                        |                            |  |
| |                              |                         |                                           |                        |                            |  |
| 46 | Retrobament                  | Colin Heck              | Michael Dante DiMartino                   | 14 de novembre de 2014 | 5 de setembre de 2019      |  |
| La Korra torna a Ciutat República i es retroba amb l'Asami, i en Mako. El príncep Wu és segrestat i l'Equip Avatar surt a rescatar-lo. Mentrestant, en Bolin i en Varrick s'alien amb un grup de fugitius que intenten passar la frontera de l'Imperi Terra. Al pantà, l'exèrcit de la Kuvira comença a tallar lianes dels esperits. |                              |                         |                                           |                        |                            |  |
| |                              |                         |                                           |                        |                            |  |
| 47 | Records                      | Michael Dante DiMartino | Joshua Hamilton Katie Mattila Tim Hedrick | 21 de novembre de 2014 | 5 de setembre de 2019      |  |
| En Mako explica al príncep Wu com va conèixer la Korra i els conflictes amorosos que va tenir amb ella i amb l'Asami. A l'Illa del Temple de l'Aire, la Korra explica a l'Asami els dubtes que té sobre la manera com ha de mantenir l'equilibri al món. Mentrestant, en Varrick explica als fugitius la història d'en Bolin en forma de guió de pel·lícula. |                              |                         |                                           |                        |                            |  |
| |                              |                         |                                           |                        |                            |  |
| 48 | Més enllà del bosc           | Ian Graham              | Joshua Hamilton                           | 28 de novembre de 2014 | 6 de setembre de 2019      |  |
| Les lianes del bosc dels esperits que va crear l'UnaVaatu quan es va enfrontar a l'esperit gegant de la Korra s'empassen una excursió de turistes. Mentrestant, els líders mundials decideixen reforçar les fronteres quan saben que la Kuvira agafa lianes de l'aiguamoll per fer una arma superpotent. I la Korra, per la seva banda, va a veure en Zaheer per intentar alliberar-se de la seva influència devastadora i poder tornar al món dels esperits.   |                              |                         |                                           |                        |                            |  |
| |                              |                         |                                           |                        |                            |  |
| 49 | Operació: Beifong            | Melchior Zwyer          | Tim Hedrick                               | 5 de desembre de 2014  | 6 de setembre de 2019      |  |
| En Bolin, l'Opal i la Lin van cap a Zaofu per rescatar la Su i la seva família i troben la Toph, que els ajudarà en aquesta missió. A Ciutat República, en Raiko dirigeix el pla de defensa de la ciutat. El príncep Wu s'encarregarà del pla d'evacuació i l'Asami i en Warrick crearan vestits mecanitzats voladors. |                              |                         |                                           |                        |                            |  |
| |                              |                         |                                           |                        |                            |  |
| 50 | El Gambit de la Kuvira       | Colin Heck              | Joshua Hamilton                           | 12 de desembre de 2014 | 9 de setembre de 2019      |  |
| La Kuvira anuncia a les seves tropes que atacaran Ciutat República, mentre el president Raiko i els seus col·laboradors es preparen per defensar-se. La Zhu Li els explica que la Kuvira atacarà al cap de dues setmanes i que ella no els ha traït pas. Mentrestant, en Baatar Júnior és capturat, i la Korra té una estratègia perquè la Kuvira no els ataqui.                                                                                                |                              |                         |                                           |                        |                            |  |
| |                              |                         |                                           |                        |                            |  |
| 51 | El dia del colós             | Ian Graham              | Tim Hedrick                               | 19 de desembre de 2014 | 9 de setembre de 2019      |  |
| La Kuvira ataca Ciutat República amb un exèrcit de meca-vestits i amb un meca-vestit gegant on va ella mateixa. En Bataar Junior informa els líders de Ciutat República que el gegant és més fort perquè funciona amb energia de les lianes dels esperits. L'Asami i en Varrick intenten arreglar uns prototipus de vestits de colibrí per enfrontar-s'hi, amb l'ajut inesperat del pare de l'Asami, mentre els mestres de l'aire proven de contenir l'atac.    |                              |                         |                                           |                        |                            |  |
| |                              |                         |                                           |                        |                            |  |
| 52 | El darrer baluard            | Melchior Zwyer          | Michael Dante Dimartino                   | 19 de desembre de 2014 | 10 de setembre de 2019     |  |
| Ciutat República és una zona de guerra. L'Equip Avatar aconsegueix destruir el gegant mecanitzat i, després d'una lluita ferotge, la Korra convenç la Kuvira perquè es rendeixi. Un cop acabada la guerra, en Varrick i la Zhu Li es casen, el príncep Wu promet que abolirà la monarquia i la Korra i l'Asami se'n van de vacances al món dels esperits. |                              |                         |                                           |                        |                            |  |
| |                              |                         |                                           |                        |                            |  |